# Zebrahead (álbum)
Zebrahead, melhor conhecido como Yellow, é o álbum de estréia lançado por Zebrahead em 1998. Algumas músicas do álbum foram regravadas e lançadas como parte do segundo álbum da banda, Waste of Mind.

## Faixas
1. "Check" - 2:26
2. "All I Need" - 3:09
3. "Swing" - 2:50
4. "Walk Away" - 3:23
5. "Bootylicious Vinyl" - 3:26
6. "Hate" - 1:58
7. "Mindtrip" - 2:14
8. "Chrome" - 1:50
9. "Jag Off" - 3:25
10. "Song 10" - 2:11